# メイベリー110番
『メイベリー110番』 (The Andy Griffith Show) は、アメリカ合衆国のシットコム。1960年10月3日から1968年4月1日までCBSで放送された。ノースカロライナ州の架空の町メイベリーを舞台とした本作では、アンディ・グリフィスが男やもめの保安官アンディ・テイラーを、お人好しの副保安官バーニー・ファイフをドン・ノッツがそれぞれ演じた。また、アンディの家政婦のビーおばさんをフランシス・ベイヴィア、息子のオーピーをロン・ハワードが演じ、地元のろくでなしや不器用な友人達、怒りっぽいガールフレンドなどが物語を複雑なものとした。
シリーズは大きくヒットし、ニールセン視聴率で7位以下になったことは無く、最終シーズンでは1位を獲得した。『TVガイド』誌のランキングでテレビ史上の番組ランキングで第9位を獲得。8シーズンにおよぶシーズンでグリフィスは賞にノミネートされることは無かったが、ノッツとベイヴィアーは合わせて6度のエミー賞を獲得した。本作からのスピンオフ作品としては『マイペース二等兵』(1964) がある。続編に『メイベリー R.F.D.』(1968) 、後にはテレビ映画『リターン・トゥ・メイベリー』(1986) が制作された。また、同時期に人気のあったシチュエーション・コメディ『ダニー・トーマス・ショー』では「Danny Meets Andy Griffith」というエピソードが制作された。番組の人気にあやかって様々な関連商品が発売された。現在でもたびたび再放送が行われ、DVDもリリースされている。全8シーズンがネットフリックスなどのストリーミング・ビデオサービスで配信されている。

## 起源
『ダニー・トーマス・ショー』のプロデューサー、シェルドン・レナード及びダニー・トーマスはベテランコメディ作家で『ダニー・トーマス・ショー』のエピソードの多くを手掛けたアーサー・スタンダーを雇い、アンディ・グリフィスの番組のパイロット版として小さな街の治安判事と新聞記者の話を要請した。当時、ブロードウェイ、映画、ラジオの各媒体でのスターであったグリフィスはテレビ界にも興味があり、ウィリアム・モリス・エンデヴァー・エンターテイメントはレオナードに、グリフィスが田舎出身で素朴なキャラクターが合うだろうと話した。ニューヨークでのレオナードとグリフィスの会談の後、ロサンゼルスに飛んで撮影を行なった。1960年2月15日、『ダニー・トーマス・ショー』の『Danny Meets Andy Griffith 』が放送された。この回ではノーズカロライナ州メイベリーで、信号無視をしたトーマス演じるダニー・ウィリアムズを捕まえる保安官アンディ・テイラーとしてグリフィスが出演。後に『メイベリー110番』で出演することとなるフランシス・ベイヴィアがヘンリエッタ・パーキンス役、ロン・ハワードが保安官の息子オーピー・テイラー役で街の人々として出演している。『ダニー・トーマス・ショー』のスポンサーのゼネラル・フーズはこの回を見てすぐに『メイベリー110番』側とコンタクトを取った。1960年10月3日午後9時半、『メイベリー110番』第一回放送が開始された。

## 制作
監督はアーロン・ルーベン(1960年～1965年)、ボブ・ロス(1965年～1968年)。第1シーズンの脚本家はジャック・エリソン、チャールズ・スチュワート、アーサー・スタンダーとデイヴィッド・アドラー役のフランク・ターロフ、ベネディクト・フリードマンとジョン・フェントン・マーレイ、レオ・ソロモンとベン・ガーシュマン、ジム・フリッツェルとエヴェレット・グリーンバウムで、二人組で作られることも多かった。第6シーズン中、グリーンバウムとフリッツェルが番組を離れ、ルーベンは『マイペース二等兵』の制作に移行した。脚本家のハーヴェイ・バロックは第6シーズン以降離脱。ボブ・スウィーニーは最初の3シーズンの監督であった。
外観撮影はカリフォルニア州カルバーシティのフォーティ・エイカーで、スタジオ撮影はデシル・スタジオで行なわれた。自然の中での撮影はビバリーヒルズの北にあるフランクリン・キャニオンで行なわれた。
グリフィスをよく知り、『ダニー・トーマス・ショー』を見たドン・ノッツは副保安官の役を提案し、グリフィスはこれに賛成。製作及び総指揮のシェルドン・レナードのオーディションを受け、5年間バーニー・ファイフを演じることとなった。
テーマ曲『The Fishin' Hole 』はアール・ヘイゲンとハーバート・スペンサーが作曲、『The Keeper of the Flame 』(1962年)の回でジュバル・フォスター役で出演したエヴェレット・スローンが作詞をした。オープニングでもエンディングでも使われる口笛はアール・ヘイゲンによる。挿入曲の『The Mayberry March 』は何種類もの違ったテンポ、スタイル、編成で作られBGMとして使用されている。
番組のスポンサーはジェネラル・フーズ一社であるが、フォード・モーターから車両の提供を受けている。

## あらすじ
穏やかで時間がゆっくり流れるノースカロライナ州の架空の街メイベリーに住む保安官アンディ・テイラー(アンディ・グリフィス)。地元の密造酒醸造者、町外から来る犯罪者などが起こす様々な問題を良識のあるアドバイスなどで冷静に仲裁、和解、解決する、地域の人気者。しかしながら、失敗ばかりの無能な副補佐官バーニー・ファイフ(ドン・ノッツ)に仕事を掻き乱される。アンディは目抜き通りの床屋を男同士の社交場としたり、第3シーズンで女性教師と仲良くなるまでは何人かの女性とデートをしていた。息子のオーピー(ロン・ハワード)とよく釣りに行き、未婚の叔母で家政婦のビーおばさん(フランシス・ベイヴィア)と夕方ポーチで過ごしたりする。テイラーは、オーピーに父親としての育児能力を試されたり、ビーおばさんの恋や冒険に悩まされる。
アンディの友達やご近所さんには床屋のフロイド・ローソン(ハワード・マクニア)、ガソリン・スタンド店員でいとこ同士のゴーマー・パイル(ジム・ネイバース)とグーバー・パイル(ジョージ・リンゼイ)、酔っ払いのオーティス・キャンベル(ハル・スミス)、女性では町人のクララ・エドワーズ(ホープ・サマーズ)、バーニーの恋人テルマ・ルー(ベティ・リン)、後に準レギュラーとなるアンディの恋人の女性教師ヘレン・クランプ(アニタ・コルシオ)などがいる。エリー・ウォーカー(エリノア・ドナヒュー)はアンディの最初のガールフレンドである。白黒からカラー放送になり、第6シーズンでバーニーの代わりに副保安官ウォレン・ファーガソン(ジャック・バーンズ)が入り、郡書記官のハワード・スプラーグ(ジャック・ドッドソン)、便利屋のエメット・クラーク(ポール・ハートマン)がレギュラーとなった。顔が出ない登場人物として、電話交換手のサラ、バーニーの片思い相手、レストランのウェイトレスのジュアニタ・ビーズリーなどが第1シーズンに時々現れる。最終回に近づくと『メイベリー R.F.D.』の主演の農民サム・ジョーンズ(ケン・ベリー)が登場する。

## 登場人物

### メイン・キャラクター

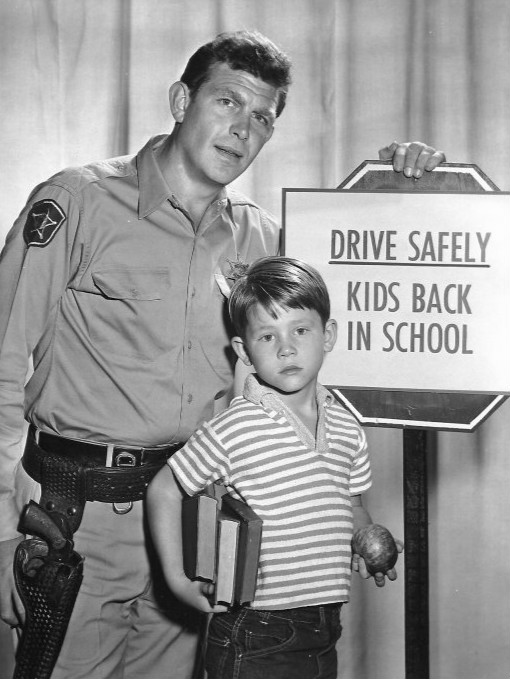
アンディ・グリフィス（左）とロン・ハワード（右）

- 保安官アンドリュー・ジャクソン・”アンディ"・テイラー(アンディ・グリフィス) (第1～8シーズン、249話)

メイベリーの法務官兼保安官。親切で温厚で礼儀正しく、友好的な町の人々から慕われ、常識を用いて平和を維持している。親しみやすいように銃を持たず、ネクタイをしない。男やもめで幼いオーピーの父親であり、良識があり評価されるべき大人に育てようと努力している。前の家政婦ローズが結婚のため去った後、父方の叔母であるビーおばさんが家に入る。男やもめではあるが常にガールフレンドがいたが、オーピーの先生であるヘレン・クランプと長い付き合いとなり後に結婚することになる。
- オーピー・テイラー (ロン・ハワード) (第1～8シーズン、209話)

アンディ・テイラーの息子。優しい普通の少年(放送開始当初6歳位)。オーピーの知識のほとんどは近しい父親とビーおばさんから受けている。トラブルに巻き込まれることはほとんどなく、拘置所の周りにいながらもいい子で過ごしている。一度だけオーピーが短い家出をした時、ビーおばさんは拘置所から悪影響があったのではないかと心配したこともあったが、その後放課後に拘置所に行くことを条件付きで許可した。
- 副保安官バーナード・P・"バーニー"・ファイフ (ドン・ノッツ) (第1～8シーズン、141話)

メイベリーの副保安官。痩せていて筋金入り神経質。法執行者のエキスパートを夢見るが、現実は失敗ばかり。第1話と第2話でアンディは「いとこのバーニー」と呼んでいるが、第6シーズンで同様の言及があった以降は言及されることはなかった。ミドルネームについて、第25話では「オリバー」、第82話の高校卒業アルバムでは「ミルトン」、第5シーズンの第157話ではイニシャルが「P」となっている。彼の職務はメイベリーの安全を守ることだと自任している。町では小さな犯罪しか起こらないが、町を「危険への入り口、メイベリー」と呼ぶ。アンディはバーニーの犯罪取締りを少しだけ不正に利用することもあるが、自尊心を傷付けないようにしている。アンディから安全保護の見地により銃弾を一つだけ携帯することを許可されており、必要になるまでシャツのポケットに入れている。しかし時々銃に弾が入ったままになっていて、誤って床に撃つこともある。アンディと同様に常にガールフレンドがいるが、一番長く続いたのは第28話のジャンクション・ダイナーで出会うテルマ・ルー・ビーズリーである。
- ベアトリス・"ビー"・テイラー (フランシス・ベイヴィア) (第1～8シーズン、176話)

アンディの父方の叔母で、乳母をしてきた。前の家政婦ローズが結婚して去ることになり、アンディに招聘されるまでバージニア州で一人で住んでいた。オーピーの継母が現れるまで母親代わりとして愛情を注ぎ、アンディとオーピーの生活の世話をする。社交場や教会の行事を手伝い、街の人々から尊敬され愛されている。友人たちと街の人々の噂話をして過ごすことが日課である。

### その他の出演者
| 役名                                | シーズン | 出演回数 | 出演者名                      | 役柄                                                                       |
| ----------------------------------- | -------- | -------- | ----------------------------- | -------------------------------------------------------------------------- |
| グーバー・パイル                    | 4–8      | 86       | ジョージ・リンゼイ            | 自動車整備士                                                               |
| フロイド・ローソン                  | 1–7      | 80       | ハワード・マクニア            | 床屋                                                                       |
| ヘレン・クランプ                    | 3–8      | 66       | アニタ・コルシオ              | 教師で後のアンディのガールフレンド                                         |
| ハワード・スプラーグ                | 6–8      | 37       | ジャック・ドッドソン          | 郡書記官                                                                   |
| オーティス・キャンベル              | 1–7      | 32       | ハル・スミス                  | 自分から拘置所に入り眠る酔っ払い                                           |
| クララ・エドワーズ                  | 1–8      | 31       | ホープ・サマーズ              | クララ・ジョンソン、バーサ・エドワードともいう。ビーおばさんの親友の未亡人 |
| テルマ・ルー                        | 1–6      | 26       | ベティ・リン                  | バーニーのガールフレンド。姓は明らかにされていない                         |
| ゴーマー・パイル                    | 3–4      | 23       | ジム・ネイバース              | ウォーリー・ガソリン・スタンドの頭の鈍い整備士で海兵隊に入る               |
| エメット・クラーク                  | 8        | 16       | ポール・ハートマン            | 便利屋店主兼技術士                                                         |
| エリー・ウォーカー                  | 1        | 11       | エリノア・ドナヒュー          | アンディの最初のガールフレンドでドラッグ・ストアの薬剤師                   |
| ジョニー・ポール・ジェイソン        | 3–6      | 11       | キース・ティボドー            | オーピーの親友                                                             |
| 副保安官ウォレン・ファーガソン      | 6        | 11       | ジャック・バーンズ            | フロイドの甥でバーニーの代わりに就任                                       |
| パイク市長                          | 1–2      | 11       | ディック・エリオット          | メイベリー市長                                                             |
| ロイ・ストーナー市長                | 3        | 7        | パーリー・ベア                | メイベリー市長                                                             |
| ブリスコー・ダーリン                | 3–7      | 6        | デンバー・パイル              | ザ・ダーリンズのリーダー                                                   |
| シャーリーン・ダーリン              | 3–7      | 5        | マギー・ピーターソン          | ブリスコー・ダーリンの娘。アンディに一目ぼれする                           |
| リヴェレンド・ホバート・M・タッカー | 3–8      | 6        | ウィリアム・キーン            | オール・ソウルス教会の牧師                                                 |
| ザ・ダーリン・ボーイズ              | 3–7      | 6        | ザ・ディラーズ                | ブルーグラスの兄弟バンド                                                   |
| ベン・ウィーバー                    | 1–8      | 6        | ウィル・ライト/トル・アベリー | 老いぼれ大家兼デパートのオーナー                                           |
| エマ・ワトソン                      | 1–2      | 6        | チーリオ・メレディス          | エマ・ブランドともいう                                                     |
| アーネスト・T・バス                 | 3–6      | 5        | ハワード・モリス              | トラブルメーカーの猟師                                                     |
| アサ・ブリーニー                    | 3–5      | 5        | チャールズ・トンプソン        | メイベリー銀行のよく眠っている年寄り警備員                                 |
| ジョン・マスターズ                  | 2–5      | 5        | オラン・ソウル                | 合唱団指揮者でホテルのマネージャー                                         |
| レオン                              | 2–4      | 5        | クリント・ハワード            | カウボーイの格好をした幼児                                                 |
| ペギー・マクミラン                  | 3        | 4        | ジョアンナ・ムーア            | アンディのガールフレンドの看護士                                           |
| サム・ジョーンズ                    | 8        | 4        | ケン・ベリー                  | 男やもめの農夫                                                             |
| ラフ・ホリスター                    | 2–3      | 3        | ジャック・プリンス            | 農夫兼密造酒製造者                                                         |
| ウォーリー                          | 3        | 3        | ノーマン・リーヴィット        | ゴーマーとグーバーが働くガソリン・スタンドのオーナー                       |
| マーサ・クラーク                    | 8        | 3        | メアリー・ランシング          | エメットの妻                                                               |
| トレイ・ボウデン                    | 4        | 3        | デイビッド・アラン・ベイリー  | オーピーの友人                                                             |
| ダフネ                              | 3–5      | 3        | ジーン・カーソン              | ザ・ファン・ガールズの一人                                                 |
| スキッピー                          | 3–5      | 3        | ジョイス・ジェイムソン        | ザ・ファン・ガールズの一人                                                 |
| マルコム・メリウェザー              | 3–6      | 3        | バーナード・フォックス        | イギリス人の駐車係                                                         |

### ゲスト出演

#### 映画俳優
- ジャック・ニコルソン - 1966年11月21日放送、第7シーズン第10話(通算第199話)『Opie Finds a Baby 』乳児の父親役、1967年10月23日放送、第8シーズン第７話(226話)『Aunt Bee the Juror 』被告人役
- ジョージ・ケネディ - 1963年5月6日放送、第3シーズン第32話(第95話)『The Big House 』。『暴力脱獄』（1967年)、『エアポート'77/バミューダからの脱出』（1977年)出演。
- リー・ヴァン・クリーフ - 1965年5月3日放送、第5シーズン第32話(第159話)『Banjo-Playing Deputy 』カーニバルの出演者で泥棒のスキップ役。『続・夕陽のガンマン』（1966年)で悪役エンジェル・アイを演じた。
- ジーン・ヘイゲン - 1961年10月16日放送、第2シーズン第3話(第35話)『Andy and the Woman Speeder 』エリザベス・クロウリー役。『雨に唄えば』(1952年)で勘違い大女優リナ・ラモント役、『ダニー・トーマス・ショー』でマージョリー・ウィリアムズを演じた。
- ジャッキー・クーガン - 1961年10月30日放送、第2シーズン第5話(第37話)『Barney on the Rebound 』ジョージ・スティーブンス役。チャールズ・チャップリン主演『キッド 』(1921年)に出演した有名子役。『アダムス・ファミリー』テレビ版(1964年～1966年)ではフェスター・フランプ役。
- エヴェレット・スローン - 1962年1月8日放送、第2シーズン第14話(第46話)『The Keeper of the Flame 』農民及び密造酒醸造者のジュバル・フォスター役。この番組のテーマソングの作詞をし、グリフィスがサウンドトラック・アルバムで歌ったが番組内で使われたことは一度もなかった。『市民ケーン』(1941年)バーンスタイン役で知られる。
- ボー・ホプキンス - 1967年12月25日放送、第8シーズン第16話(第235話)『Goober the Executive 』ジョージ役
- パット・ヒングル - 1966年1月31日放送、第6シーズン第20話(第179話)『Wyatt Earp Rides Again 』フレッド・ギブソン役。『バットマン』(1989年)、『バットマン リターンズ』(1992年)、『バットマン フォーエヴァー』(1995年)、『バットマン & ロビン Mr.フリーズの逆襲』(1997年)の警官ジェームズ・ゴードン役。
- スターリング・ホロウェイ - 第2シーズン第22話(第54話)『The Merchant of Mayberry 』行商人バート・ミラー役。『くまのプーさん 完全保存版』(1977年)プー役。
- デイヴィッド・アラン・ベイリー - 1963年から1964年、第4シーズンでオーピーの友人トレイ・ボウデン役。1967年9月11日放送、第8シーズン第1話(第220話)『Opie's First Love 』オーピーの恋のライバル、フレッド・シンプソン役でゲスト出演。
- マイケル・J・ポラード - 1962年4月30日放送、第2シーズン第30話(第62話)『Cousin Virgil 』バーニーの不器用な若いいとこヴァーギル役。郡庁舎に大騒ぎを巻き起こす。『俺たちに明日はない』C・W・モス役。

#### テレビ俳優

##### 『マイペース二等兵』
- アラン・メルヴィン - 1967年から1968年、第8シーズンに出演。スピンオフである『マイペース二等兵』では軍曹チャーリー・ハッカーを演じた。『ゆかいなブレディー家』でサム・フランクリン役、『All in the Family 』でバーニー・ヘフナー役を演じた。1966年1月10日放送、第6シーズン第17話(第176話)ドン・ノッツが戻ってくる『The Return of Barney Fife 』では監督を務めた。
- ラリー・ホーヴィス - 1965年1月11日放送、第5シーズン第17話(第144話)『Goober Takes a Car Apart 』、1965年3月15日放送、第5シーズン第25話(第152話)『The Case of the Punch in the Nose 』でギリー・ウォーカー役で出演。『マイペース二等兵』ではラリー・ゴーシャック役、『0012/捕虜収容所（）』で軍曹アンドリュー・カーター役を演じた。

##### 『農園天国（英語版）』
- フランク・キャディ - 1965年1月18日放送、第5シーズン第18話(第145話)『The Rehabilitation of Otis 』酔っ払い囚人ルーク役、1966年1月17日放送、第6シーズン第18話(第177話)『The Legend of Barney Fife 』ファーリー・アップチャーチ役。『メイベリー110番』のパイロット版にあたる『ダニー・トーマス・ショー』にも出演していた。『農園天国』のサム・ドラッカー役で知られる。
- ハンク・パターソン - 1965年2月15日放送、第5シーズン第22話(第149話)『If I Had a Quarter Million Dollars 』ホームレス役。『農園天国 』の農民フレッド・ジフェル役で知られる。
- メアリー・グレイス・キャンフィールド - 1963年11月25日放送、第4シーズン第9話(第104話)『A Date for Gomer 』メアリー・グレイス・ゴッセイジ役。『農園天国 』のラルフ・モンロー役。
- アルヴィ・ムーア - 1966年3月7日放送、第6シーズン第25話(第184話)『A Baby in the House 』キッチン用品のセールスマン役。『農園天国』のハンク・キンベル役。
- シド・メルトン - 1965年11月8日放送、第6シーズン第9話(第168話)『The Hollywood Party 』パット・マイケルズ役。『ダニー・トーマス・ショー』でチャーリー・ヘルパー役、『農園天国 』でアルフ・モンロー役。

##### 『かわいい魔女ジニー』
- バーバラ・イーデン - 1962年1月22日放送、第2シーズン第16話(第48話)『The Manicurist 』ネイリスト役。『かわいい魔女ジニー』主演。
- ハイデン・ローク - 1965年11月1日放送、第6シーズン第8話(第167話)『Taylors in Hollywood 』A・J・コンシダイン役。『かわいい魔女ジニー』ベローズ大佐役。

##### 『大草原の小さな家』
- リチャード・ブル - 1966年12月19日放送、第7シーズン第14話(第203話)『Goober Makes History 』ビル・リンゼイ役、1967年3月13日放送、第7シーズン第26話(第215話)『Opie's Piano Lesson 』ジャクソン役。『大草原の小さな家』ネルソン"ネルス"オルソン役で知られる。
- ダブス・グリア - 1961年12月25日放送、第2シーズン第12話(第44話)『Sheriff Barney 』市会議員ダブス役。『大草原の小さな家』牧師ロバート・オルデン役。
- カール・スウェンソン - 1962年10月1日放送、第3シーズン第1話(第64話)『Mr. McBeevee 』マクビーヴィー役。『大草原の小さな家』ラルス・ハンソン役。

##### 『マッシュ』
- ジャミー・ファー - 1966年2月21日放送、第6シーズン第23話(第182話)『The Gypsies 』ジプシーの詐欺師シルヴィオ役。『マッシュ』マックスウェル・クリンガー役で知られる。
- ウィリアム・クリストファー - 1966年12月26日放送、第7シーズン第15話(第204話)『A New Doctor in Town 』ピーターソン医師役、1965年11月15日放送、第6シーズン第10話(第169話)、『Aunt Bee on TV 』内国歳入局職員ハースコート役。『マッシュ』マッケイ神父で知られる。『マイペース二等兵』一等兵レスター・ハンメル役。

##### 『ペチコート作戦（英語版）』
- エドガー・ブキャナン - 1961年12月4日放送、第2シーズン第9話(第41話)『Aunt Bee's Brief Encounter 』ヘンリー・ウィーラー役。『ペチコート作戦』ジョセフ・カーソン役で知られる。
- チャールズ・レイン - 1964年1月20日放送、第4シーズン第15話(第110話)『Aunt Bee the Crusader 』フリスビー役。『ペチコート作戦 』J・ホーマー・ベッドロー役。

##### 『ギリガン君SOS』
- ボブ・デンバー - 1964年3月30日放送、第4シーズン第25話(第120話)『Divorce, Mountain Style 』シャーリーン・ダーリンと結婚したがっているダドリー"ダッド"ウォッシュ役。シャーリーンがアンディに惹かれていることに嫉妬する。
- アラン・ヘイル・Jr - 1962年1月1日放送、第2シーズン第13話(第45話)『The Farmer Takes a Wife 』テルマ・ルーに惹かれる農夫ビッグ・ジェフ・プルート役でバーニーを動揺させる。

##### その他のテレビ俳優
- ロブ・ライナー - 1967年4月10日放送、第7シーズン第30話(第219話)『Goober's Contest 』印刷屋助手ジョー役。『All in the Family 』マイケル・スティヴィック役で知られる。
- ハワード・ヘッセマン - 1968年2月5日放送、第8シーズン第22話(第241話)『Goober Goes to an Auto Show 』集計作業員役、1968年3月11日放送、第8シーズン第27話(第246話)『Sam for Town Council 』ハリー役。『WKRP in Cincinnati 』ジョニー・フィーバー役、『Head of the Class 』チャールズ・ムーア役で知られる。
- ジェームス・ベスト - 1960年10月17日放送、第1シーズン第3話(第3話)『The Guitar Player 』、1961年5月15日放送、第1シーズン第31話(第31話)『The Guitar Player Returns 』ギタリスト、ジム・リンジー役。『爆発!デューク』保安官ロスコー・P・コートレン役。
- バディ・イブセン - 1961年11月13日放送、第2シーズン第6話(第38話)『Opie's Hobo Friend 』放浪のホームレス、デイヴ・ブロウン役。『じゃじゃ馬億万長者』ジェド・クランペット役で知られる。
- ジェリー・ヴァン・ダイク - 1965年5月3日放送、第5シーズン第32話(第159話)『Banjo-Playing Deputy 』失敗ばかりのミュージシャン、ジェリー・ミラー役。第5シーズンで降板したドン・ノッツの穴埋めとして採用されたが、『母さんは28年型』の主演を優先した。後年『メイベリー110番』を採るべきだったと語っている。
- ビル・ビクスビー - 1962年1月15日放送、第2シーズン第15話(第47話)『Bailey's Bad Boy 』ロナルド・ベイリー役。CBS『ブラボー火星人 』(1963–1966)ティム・オハラ役、ABC『エディの素敵なパパ（英語版）』(1969–1972)トム・コーベット役、CBS『超人ハルク』(1978–1982)デビッド・ブルース・バナー博士役、『ザ・マジシャン（英語版） 』(1973)、『Goodnight Beantown 』(1984)の5本のテレビドラマで主演。1975年ファミリー西部劇『チビッ子ギャング台風(タイフーン)』でドン・ノッツと再共演。
- ギャヴィン・マクレオド - 1965年11月1日放送、第6シーズン第8話(第167話)『Taylors in Hollywood 』のハリウッド映画『Sheriff Without a Gun 』で保安官テイラー役、1961年11月20日放送、第2シーズン第7話(第39話)『Crime-Free Mayberry 』で銀行強盗役。『ラブ・ボート（英語版） 』メリル・スタビング船長役、『The Mary Tyler Moore Show 』で新聞記者マーリー・スラウター役。
- ジャック・アルバートソン - 1967年12月4日放送、第8シーズン第13話(第232話)『Aunt Bee's Cousin 』ブラッドフォード・テイラー役。『Chico and the Man 』エド・ブラウン役で知られる。『夢のチョコレート工場』ジョー爺さん役、『きつねと猟犬』エイモス・スレイド役。
- エレン・コービー - 1963年4月1日放送、第3シーズン第27話(第90話)『Barney's First Car 』マート"ハブキャップス"レシュ役。『わが家は11人』のエスター・ウォルトン役で知られる。
- ジャック・バノン - 1968年1月1日放送、第8シーズン第17話(第236話)『The Mayberry Chef 』アナウンサー役。『Lou Grant 』アート・ドノヴァン役。
- アン・モーガン・ギルバート - 1967年12月4日放送、第8シーズン第13話(第232話)『Aunt Bee's Cousin 』エラ役。『The Dick Van Dyke Show 』ミリー・ヘルパー役、『The Nanny 』イエッタ役で知られる。
- ビング・ラッセル - 1963年1月28日放送、第3シーズン第18話(第81話)『The Loaded Goat 』バートン役。『ボナンザ』保安官代理クレム・フォスター役。
- ウィットニー・ブレイク - 1967年10月2日放送、第8シーズン第4話(第223話)『Andy's Trip to Raleigh 』リー・ドレイク役。『Hazel 』ドロシー・バクスター役、『One Day at a Time 』で夫アラン・マニングスと共同制作。
- ノーマン・アルデン - 1966年4月4日放送、第6シーズン第29話(第188話)『The Battle of Mayberry 』トム・ストロングボウ役。『Super Friends 』『The All-New Super Friends Hour 』アクアマン役で知られる。
- バート・マスティン - 1961年2月20日放送、第1シーズン第20話(第20話)『Andy Saves Barney's Morale 』、4月3日放送、第25話(第25話)『A Plaque for Mayberry 』、12月11日放送、第2シーズン第10話(第42話)『The Clubmen 』ジャド・フレッチャー役。1965年3月22日放送、第5シーズン第26話(第153話)『Opie's Newspaper 』サム・ベンソン役。『ビーバーちゃん（） 』消防士ガス役。
- レオン・エイムズ - 1966年11月14日放送、第7シーズン第9話(第198話)『The Senior Play 』ハンプトン役。『ミスター・エド』ゴードン・カークウッド大佐役。
- ロジャー・ペリー - 1967年1月2日放送、第7シーズン第16話(第205話)『Don't Miss a Good Bet 』ジョージ・ジョーンズ役。『The Facts of Life 』パーカー役で知られる。
- ゲイル・デイヴィス - 1961年11月27日放送、第2シーズン第8話(第40話)『The Perfect Female 』テルマ・ルーのいとこカレン・ムーア役。『アニーよ銃をとれ（英語版）』主演。

#### ミュージシャン
- ブルーグラス・バンドザ・ディラーズ（英語版） がザ・ダーリンズとしてしばしば登場する。
- ギタリストクラレンス・ホワイトがザ・カントリー・ボーイズの一員として登場する。
- ギタリストハーブ・エリスが第1シーズンにボビー・フリート役で2回登場する。

## 日本での放送
日本では1964年9月30日から1965年3月28日まで日本テレビ系列局で2シーズンにわたって放送。

### 放送時間
いずれも日本標準時。参考：朝日新聞 ラジオ・テレビ欄。
- 水曜 22:30 - 23:00 （1964年9月30日 - 1964年11月11日） - 第1シーズンを放送。
- 金曜 19:00 - 19:30 （1964年12月18日 - 1965年3月12日） - これ以後は第2シーズンを放送。
- 日曜 12:15 - 12:45 （1965年3月14日 - 1965年3月28日）